# Уманак-фьорд
Уманак-фьорд (дат. Uummannaq Fjord) — фьорд в западной части Гренландии на 70,57 ° с. ш., 53 ° з. д.
Его длина составляет 160 км а ширина колеблется от 24 до 45 км.
Сформировался в результате затопления морем тектонической впадины. Фьорд с октября по июнь покрыт льдом. В Уманак-фьорде много островов.